# Sinan-gun
Condado de Sinan (Hangul - 신안군,  Hanja - 新安郡, Sinan-gun) es un condado en el sur de la provincia de Jeolla del Sur, Corea del Sur. El condado se compone de 111 islas habitadas y 719 islas deshabitadas. El número de islas en este país representa el 25% de todas las islas en Corea del Sur. Grandes islas entre ellas son Anjwado (45.2 ㎢), Aphaedo (44.3 ㎢), Bigeumdo (43.1 ㎢), Dochodo (40.3 ㎢), Imjado (43.2 ㎢), Amtaedo (38.7 ㎢), Jeungdo (37.2 ㎢), Jangsando (24,3 ㎢), Haeuido (16.1 ㎢) y Heuksando (19.7 ㎢). La zona del mar es una plataforma continental con menos de 15 metros de profundidad. Condado de Sinan es conocido por sus especialidades, Batoidea y Cheonilyeom (천일염). 

## Islas

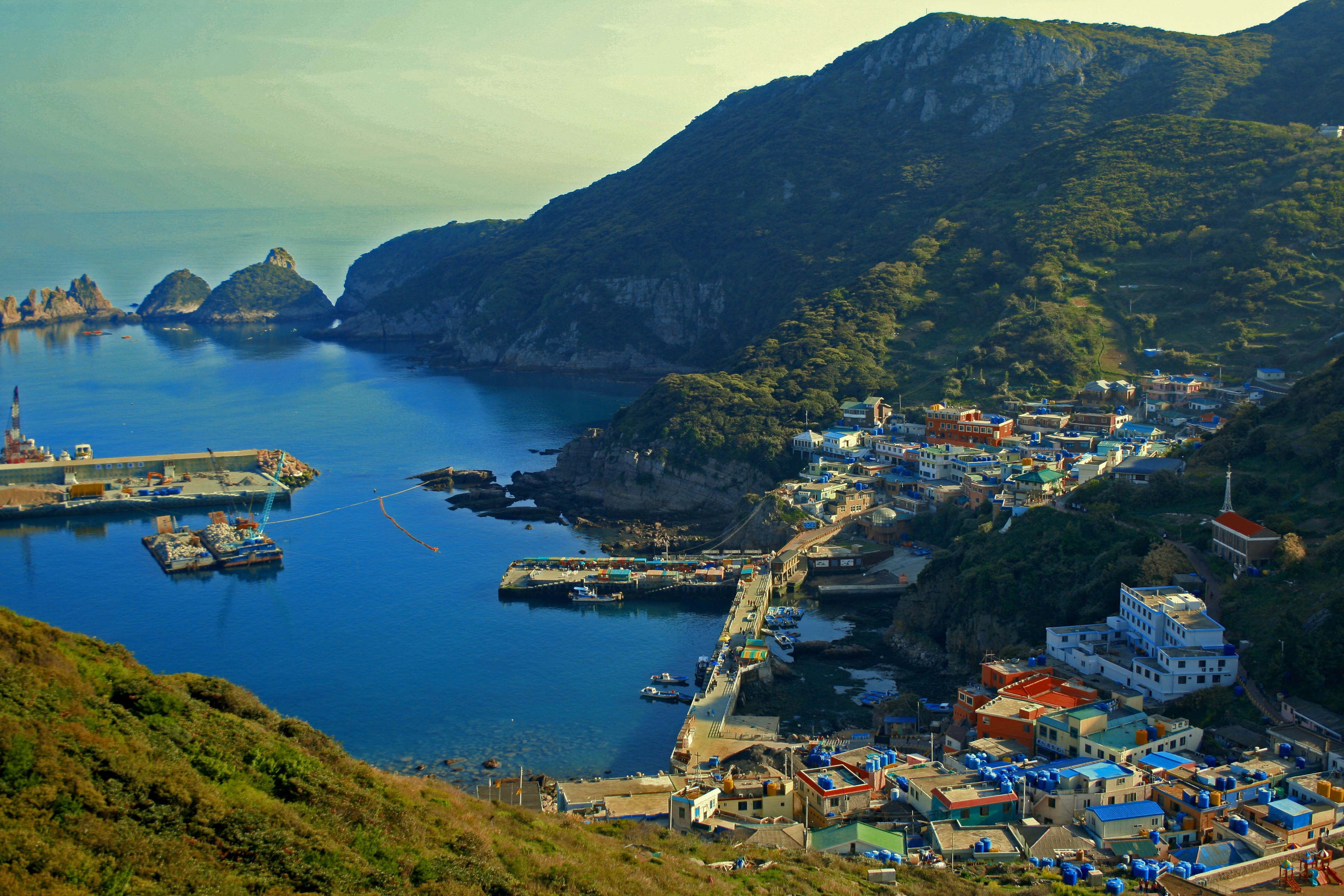
Isla Hongdo

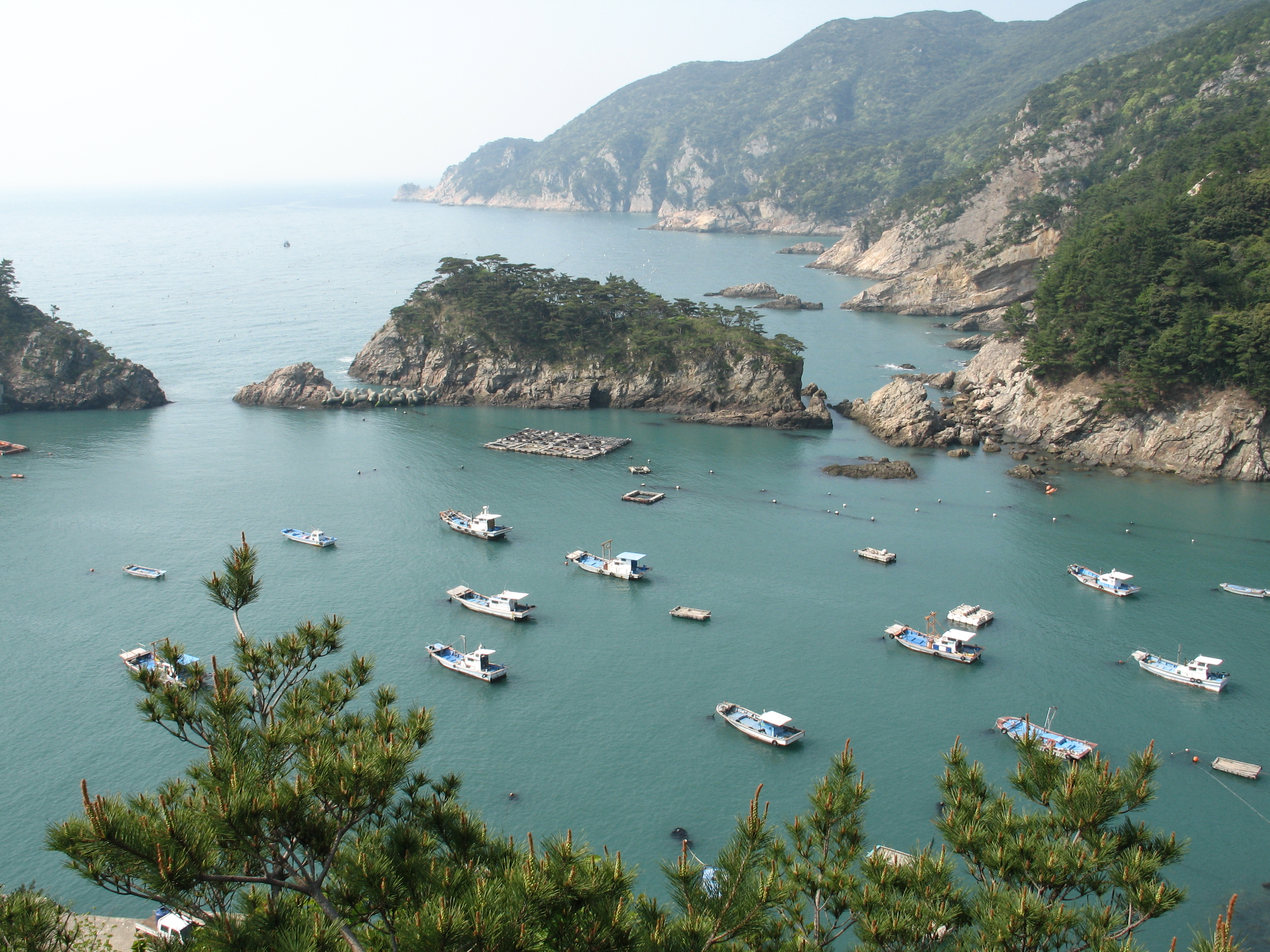
Isla Heuksando

| - Hongdo (홍도 紅島 6.47㎢) - Heuksando (흑산도 黑山島:19.7㎢) - Anjwado (안좌도 安佐島:45.2㎢) - Aphaedo (압해도 押海島:44.3㎢) - Bigeumdo (비금도 飛禽島:43.1㎢) - Dochodo (도초도 都草島:40.3㎢) | - Imjado (임자도 荏子島:43.2㎢) - Amtaedo (암태도 岩泰島:38.7㎢) - Jeungdo (증도 曾島:37.2㎢) - Jangsando (장산도 長山島:24.3㎢) - Haeuido (하의도 荷衣島:16.1㎢) |